# Steve Bruce
Vous lisez un « bon article » labellisé en 2010.
Pour les articles homonymes, voir Bruce.
Stephen Roger Bruce dit Steve Bruce, né le 31 décembre 1960 à Corbridge (Angleterre), est un footballeur anglais ayant évolué au poste de défenseur central à Manchester United et en équipe d'Angleterre B, et devenu entraîneur. Jeune footballeur prometteur, il est néanmoins rejeté par plusieurs centres de formation de clubs professionnels. Il est près d'arrêter le football et de devenir apprenti plombier lorsque Gillingham lui fait une offre. Il joue plus de 200 matchs pour le club avant de rejoindre Norwich City en 1984.
En 1987, il est transféré à Manchester United, avec lequel il remporte nombre de succès nationaux, comme le championnat d'Angleterre, la Coupe d'Angleterre et la Coupe de la Ligue. Il devient aussi le premier joueur anglais à réaliser le doublé championnat-coupe en tant que capitaine. Malgré ses succès sur le terrain, il ne sera jamais sélectionné en équipe d'Angleterre A. Ce qui fait de lui l'un des meilleurs joueurs anglais des années 1980 et 1990 n'ayant jamais joué pour son pays à un niveau international.
À la fin de sa carrière de footballeur professionnel, Bruce commence sa carrière d'entraîneur dans le club de Sheffield United, et passe ensuite par Huddersfield Town, Wigan Athletic et Crystal Palace pour de courtes périodes avant de rejoindre Birmingham City en 2001. Il mène deux fois Birmingham à l'accession en Premier League pendant son ère de six ans à la tête du club, puis démissionne en 2007 pour devenir une nouvelle fois entraîneur de Wigan. À la fin de la saison 2008-2009, il quitte son poste pour entraîner un autre club de Premier League, Sunderland.
À Sunderland, il remanie l'équipe et effectue de nombreux transferts pour permettre au club de se maintenir avec aisance en première division jusqu'à son limogeage en novembre 2011 à la suite d'une série de défaites. À la fin de la saison, il retrouve un poste d'entraîneur sur le banc d'Hull City, qu'il mène à deux promotions en première division, une relégation et une finale de Coupe d'Angleterre permettant au club de jouer en Coupe d'Europe pour la première fois de son histoire. Il démissionne en juillet 2016 après avoir promu le club une seconde fois et est nommé trois mois plus tard entraîneur d'Aston Villa.

## Biographie

### Jeunesse
Bruce naît à Corbridge dans le Northumberland, l'aîné des deux fils de Joe et Sheenagh Bruce. Son père est anglais et sa mère est née à Bangor en Irlande du Nord,. La famille vit à Daisy Hill près de Wallsend et Bruce étudie à la Benfield School.
Jeune, Steve Bruce supporte le club de Newcastle United et est arrêté pour s'être introduit dans le stade de St James' Park sans avoir payé pour voir jouer l'équipe. Il dit toujours avoir été un supporteur de Newcastle. Comme un grand nombre d'autres futurs joueurs professionnels de la région, il joue au football pour le Wallsend Boys Club. Il est également sélectionné pour représenter l'équipe des écoles de Newcastle et à l'âge de 13 ans fait partie du groupe de joueurs sélectionnés comme ramasseurs de balles pour la finale de la Coupe de la ligue anglaise 1974 à Wembley.
Après avoir été rejeté par de nombreux clubs professionnels, incluant Newcastle United, Sunderland, Derby County et Southport, Bruce est sur le point de commencer à travailler comme apprenti plombier au chantier naval de Swan Hunter quand il se voit offrir une offre par le club de troisième division de Gillingham, dont l'entraîneur a vu jouer Bruce pour Wallsend lors d'un tournoi international de jeunes. Il arrive au club avec un autre jeune du Wallsend club, Peter Beardsley, mais alors que Gillingham signe un contrat d'apprenti avec Bruce, il laisse Beardsley partir. Bruce joue alors au poste de milieu de terrain, puis doit s'adapter au schéma de l'entraîneur des jeunes de Gillingham, Bill Collins, et se transformer en défenseur central. Bruce pense que Collins est celui qui a eu la plus grosse influence sur sa carrière,.

### Carrière de joueur

#### Gillingham

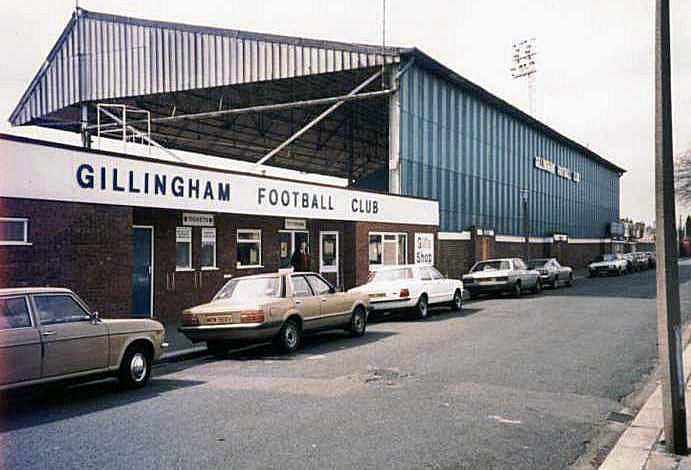
Priestfield Stadium, stade de Gillingham, où Bruce commence sa carrière de joueur

Bruce passe la saison 1978-1979 dans l'équipe réserve de Gillingham et, bien qu'il joue en défense, il inscrit dix-huit buts et termine la saison meilleur buteur du club. En janvier 1979, il est sélectionné pour représenter l'Angleterre en équipe junior. Il joue huit rencontres avec l'équipe espoirs et participe au championnat d'Europe des moins de 18 ans. Il est proche de faire ses débuts pour l'équipe première du club en mai 1979, mais Summers décide à la dernière minute que, comme Gillingham est dans la course pour la promotion, Bruce n'est pas encore prêt pour supporter la pression d'une montée. Il fait ses débuts avec l'équipe la saison suivante en Coupe de la ligue anglaise contre Luton Town le 11 août 1979 et a directement un impact sur l'équipe, remportant le titre de Joueur de l'Année du club à la fin de la saison 1979-1980. Il fait plus de deux cents apparitions pour le club et est deux fois élu dans l'équipe type de l'année de troisième division.
Sûr d'être la cible de plusieurs clubs de divisions supérieures, Bruce choisit de ne pas signer de nouveau contrat avec Gillingham lorsque le contrat existant expire à la fin de la saison 1983-1984. Lors d'un match en avril 1983 contre Newport County, il essaie, dans un moment de colère, de blesser délibérément le joueur adverse mais il ne fait que casser sa propre jambe, entraînant une incapacité de jouer de six mois. Il revient à la compétition au moment de jouer un rôle clé avec Gillingham contre Everton en Coupe d'Angleterre. En cette année 1984, l'équipe de troisième division réussit l'exploit d'accrocher Everton deux fois en faisant match nul. Steve Bruce attire l'attention de recruteurs de club de première division une nouvelle fois. Arthur Cox, entraîneur du club de Newcastle United dont Bruce est supporteur, exprime son intérêt pour recruter le joueur mais il est démis de ses fonctions avant qu'il ne puisse recruter le défenseur anglais. Bruce prend alors la décision de signer pour Norwich City en août 1984 pour une somme évaluée entre 125 000 et 135 000 livres.

#### Norwich City

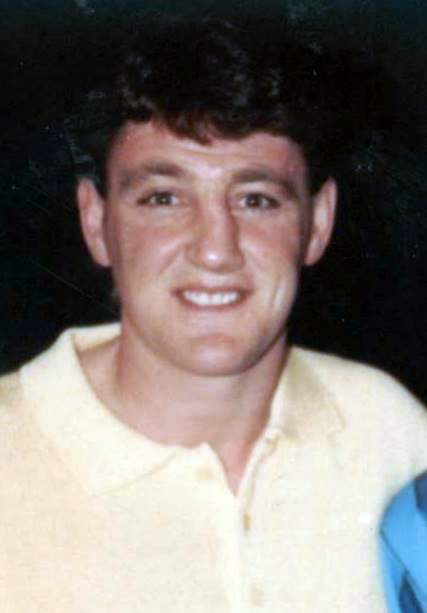
Steve Bruce en tant que joueur

Bruce commence la saison 1984-1985 en inscrivant un but contre son camp face à Liverpool à la première minute de son premier match officiel avec Norwich mais il compense cette mauvaise première performance en inscrivant un but décisif en demi-finale de la Coupe de la ligue anglaise contre le club rival Ipswich Town. Il est élu homme du match lors de la victoire de Norwich en finale de cette même Coupe de la ligue anglaise. Bruce est élu Joueur de l'année du club mais Norwich est relégué en deuxième division,. Il joue chaque match de la remontée du club lors de la saison 1985-1986, après laquelle il est choisi pour devenir capitaine en remplacement de Dave Watson. La saison suivante, il aide le club à atteindre son meilleur rang avec une cinquième place à la fin de la saison.
En 1987, Steve Bruce est choisi pour être capitaine de l'équipe d'Angleterre B lors d'un match contre l'équipe A de Malte mais c'est sa seule apparence sous le maillot anglais et il est depuis décrit comme l'un des meilleurs défenseurs de cette période qui n'a jamais été sélectionné avec l'équipe A d'Angleterre,,. Plus tard, l'ancien sélectionneur de l'Angleterre, Bobby Robson, alors entraîneur de Benfica avoue qu'il aurait dû le sélectionner. Cela reste une grande déception dans la carrière de Steve Bruce.
Bruce commence à attirer l'attention de clubs de haut de tableau à la fin de l'année 1987, notamment celle de Manchester United, Tottenham Hotspur, Chelsea et des Rangers, tous déclarant être intéressés par la signature d'un contrat avec lui. Manchester United sort rapidement des candidats pour la signature du joueur et Bruce exprime publiquement son désir de signer pour le club. Les négociations de transfert sont proches d'échouer lorsque Norwich demande une somme de transfert de 900 000 livres alors que le club était initialement d'accord pour accepter 800 000 livres. Bruce, sentant son rêve s'évanouir pour peu de choses, décide de refuser de jouer de nouveau pour Norwich. Le 17 décembre 1987, cependant, peu avant son 27e anniversaire, le transfert est finalement conclu et Bruce quitte officiellement Carrow Road, pour un transfert de 800 000 ou 825 000 livres. En 2002, les supporteurs de Norwich City se souviennent de son passage au club et le nomment dans le Hall of Fame de Norwich City.

#### Manchester United
Steve Bruce fait ses débuts avec Manchester United lors d'une victoire deux buts à un contre Portsmouth le 19 décembre 1987 et joue 21 des 22 matchs de championnat restants au calendrier des Red Devils, participant ainsi à l'obtention de la deuxième place et du titre de vice-champion d'Angleterre, une première pour le club depuis 1980. L'équipe finit dans le milieu du classement la saison suivante. Cette saison-là est marquée par l'arrivée d'Alex Ferguson qui recrute de nombreux nouveaux joueurs comme Gary Pallister,. La charnière centrale Pallister-Bruce est décrite en 2006 par le capitaine de Manchester United de l'époque, Gary Neville, comme la meilleure de l'histoire du club. Bruce et Pallister sont dans l'équipe lors de la victoire en Coupe d'Angleterre 1990 contre Crystal Palace, que United gagne lors du match rejoué de la finale par un but à zéro, après avoir terminé le premier match sur le score de trois buts partout après prolongations.

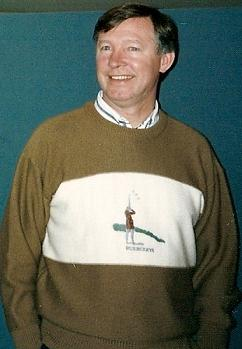
Alex Ferguson en 1992, alors entraîneur de Bruce

Le drame du Heysel est une tragédie survenue le 29 mai 1985 à Bruxelles en Belgique lors de la finale de la Coupe des clubs champions européens 1984-1985 entre le Liverpool Football Club et la Juventus Football Club. En créant un mouvement de foule, les hooligans anglais entraînent 39 morts et plus de 600 blessés. Après ce match, les clubs anglais sont interdits de disputer des matchs européens, privant Steve Bruce de Coupe d'Europe avant 1990. Après l'interdiction de cinq ans des clubs anglais de participer aux compétitions européennes, Manchester United devient l'un des premiers clubs anglais à disputer la Coupe d'Europe des vainqueurs de coupe de football lors de la saison 1990-1991. Bruce joue régulièrement et inscrit trois buts lors de la progression du club mancunien jusqu'à la finale contre le FC Barcelone disputée le 15 mai 1991 au Feyenoord Stadion. Il est proche de marquer le premier but de la finale, mais Mark Hughes est crédité du but après avoir détourné la balle juste avant qu'elle ne passe la ligne de but et United gagne la rencontre deux buts à un. La saison 1990-1991 est particulièrement riche en buts pour Steve Bruce, qui trouve le chemin des filets treize fois en championnat et dix-neuf toutes compétitions confondues. Il joue une nouvelle fois à Wembley lors de la finale de la Coupe de la ligue anglaise. Manchester United perd la rencontre contre Sheffield Wednesday, club de deuxième division.
Bruce manque plusieurs semaines de la saison 1991-1992 pour se faire opérer d'une hernie. Leeds United remporte le championnat avec quatre points d'avance sur les Red Devils. Bruce est cependant capable de jouer pour la première victoire de United en Coupe de la ligue anglaise en avril 1992. Il est même capitaine en finale, remplaçant Bryan Robson blessé. Les blessures continuent à écarter Robson des terrains durant la saison 1992-1993, menant Bruce à être capitaine de l'équipe dans la majorité des rencontres de Manchester United lors de la première saison de la nouvelle Premier League. Bruce inscrit deux buts lors d'une victoire sur Sheffield Wednesday qui se révèle décisive pour la conquête du titre inaugural de Premier League. C'est la première fois que le club remporte le championnat d'Angleterre depuis 1967 et Bruce et Robson reçoivent le trophée et le lèvent ensemble après une victoire à domicile contre les Blackburn Rovers le 3 mai.

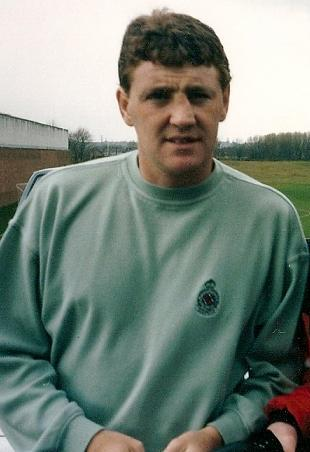
Steve Bruce, alors à Manchester United

Au regard de ses succès avec Manchester United, Bruce est contacté par Jack Charlton, entraîneur de l'équipe de la république d'Irlande, qui croit avoir découvert que, grâce à la ville de naissance de la mère de Bruce, celui-ci peut jouer avec l'équipe nationale irlandaise. Après de plus amples recherches, les deux parties apprennent que les apparitions de Bruce en équipe B d'Angleterre et avec les équipes de jeunes lors d'un tournoi organisé par l'UEFA empêchent le joueur de porter un autre maillot national que celui de l'équipe senior d'Angleterre. De plus, il choisit de ne pas jouer pour l'Irlande afin de ne pas avoir de problème avec son club. La Premier League exige alors aux clubs un nombre restreint de joueurs étrangers par équipe. S'il joue pour l'Irlande, Bruce devient un joueur étranger de plus pour le club mancunien.
Manchester United domine le football anglais lors de la saison 1993-1994, remportant pour la deuxième fois consécutivement le titre de champion d'Angleterre. Le club bat également Chelsea en finale de la Coupe d'Angleterre, devenant le quatrième club de l'histoire à réaliser le doublé championnat-coupe en Angleterre. Steve Bruce devient le premier capitaine anglais du XXe siècle à réussir le doublé,,. La saison 1994-1995 est une déception pour Steve Bruce et Manchester United, le club échoue à remporter un troisième titre consécutif et il est également défait en finale de la Coupe d'Angleterre par Everton.
Pendant la saison suivante, trois clubs offrent à Bruce la possibilité de commencer une carrière d'entraîneur mais Ferguson interdit au joueur de répondre positivement à ces opportunités tant qu'il joue un rôle actif sur le terrain d'Old Trafford. Bruce réalise plus de trente apparitions en championnat cette saison-là, participant au sacre final avec douze points d'avance sur le vice-champion, Newcastle United, et est à nouveau sacré champion d'Angleterre. Une semaine après la fin du championnat, il ne fait pas partie du groupe retenu pour jouer la finale de la Coupe d'Angleterre à cause d'une légère blessure. À la fin de la rencontre, Éric Cantona, qui le remplace comme capitaine et marque le seul but de la partie remportée 1-0 contre Liverpool, essaie de convaincre Bruce d'être le seul à recevoir le trophée, mais Bruce refuse.

#### Fin de carrière
Bruce est l'un des cinq anciens joueurs de Premier League que l'entraîneur de Birmingham Trevor Francis recrute pour ajouter de l'expérience à son effectif afin d'être promu. Le joueur anglais est désigné capitaine de l'équipe, mais sa période à Birmingham est ponctuée par une série de désagréments avec Francis ,. Le directeur David Sullivan sent la nécessité de mettre publiquement fin aux rumeurs qui annoncent que Bruce sera entraîneur à la place de Francis après la fin du marché des transferts,. La saison 1997-1998 voit Bruce sortir du groupe pour la première fois de sa carrière, pour un match contre son ancien club, il se décrit comme « blessé et malheureux » d'avoir été écarté,. Dès novembre 1997, il est régulièrement exclu du groupe et son écartement contre Nottingham Forest provoque de nombreuses critiques et crée des rumeurs exprimant le désir de voir l'entraîneur viré et Bruce remplacer Francis jusqu'à la fin de la saison,.
À la fin de la saison, Bruce accepte une prolongation de contrat de joueur pour une saison, qui inclut une clause permettant de mettre fin au contrat s'il devient entraîneur. Il est en contact avec plusieurs clubs à la recherche d'un entraîneur comme Wigan Athletic ou encore son ancien club Norwich City, mais il accepte finalement un poste d'entraîneur-joueur à Sheffield United. Bien que le transfert soit retardé par Birmingham qui essaie de négocier une indemnité de transfert pour la fin à son contrat de joueur, il prend son nouveau poste le 1er juillet 1998. Il joue onze rencontres pour le club afin de prendre sa retraite de joueur. Son dernier match est une rencontre à domicile contre Sunderland le 28 novembre 1998.

### Carrière d'entraîneur

#### Premiers pas en tant qu'entraîneur
Dans sa première saison en tant qu'entraîneur, Bruce guide Sheffield United à la huitième place du championnat de deuxième division anglais, à neuf points d'une place en barrages pour l'accession à la division supérieure. Il est aussi l'acteur d'une controverse lorsqu'il essaie de sortir son équipe de la pelouse pendant une rencontre contre Arsenal en Coupe d'Angleterre. Bruce veut que ses joueurs sortent du terrain après que les Gunners n'aient pas respecté une règle de fair-play, en ne rendant pas la balle à Sheffield qui a sorti volontairement la balle en touche pour permettre à un joueur blessé de reprendre sa place. Bien que la rencontre aille à son terme, elle est par la suite rejouée,. En mai 1999, Bruce démissionne de son poste d'entraîneur, après seulement une saison, en la justifiant par des turbulences dans l'administration du club et la faible somme allouée pour acheter des nouveaux joueurs sur le marché des transferts,. Il quitte alors le monde du football pour un travail à la télévision. Il redevient entraîneur après avoir été persuadé par le propriétaire de Huddersfield Town, Barry Rubery, de devenir l'entraîneur du club.
Huddersfield prend rapidement une position de candidat à la promotion dans la saison 1999-2000, remportant six victoires consécutives, remontant de la dernière à la troisième place de deuxième division à la fin du mois de novembre. Cependant, la suite de la saison n'est pas aussi efficace et l'équipe manque les barrages. Le club anglais continue de traverser une mauvaise période au début de la saison 2000-2001, glanant seulement six points en onze matchs et Bruce est viré au mois d'octobre de l'année 2000. Il est alors impliqué dans une dispute avec Rubery, qui l'accuse d'avoir gaspillé trois millions de livres sterling dans des achats de joueurs. Bien qu'il ait des liens pour le poste d'entraîneur des Queens Park Rangers, Bruce refuse toute offre et reste sur le banc de Huddersfield. Finalement, il revient parmi les entraîneurs de deuxième division en acceptant l'offre de Wigan Athletic. Il entre en poste en avril 2001. L'équipe atteint les barrages de deuxième division mais est défaite en demi-finale et Bruce quitte immédiatement le club à la suite de ce nouvel échec, où il est resté en poste moins de trois mois, pour devenir entraîneur de Crystal Palace.
Le nouveau club de Steve Bruce commence la saison 2001-2002 correctement et se place pour revenir en première division et reconquérir la place en Premier League que le club a perdue à la fin de la saison 1997-1998. Bruce démissionne moins de trois mois après sa nomination pour revenir à Birmingham City comme entraîneur. Bien que Crystal Palace l'empêche dans un premier temps de rejoindre Birmingham, le club accepte finalement de le voir partir en échange d'une compensation financière,. Jusqu'alors, Steve Bruce a une réputation d'entraîneur à fort caractère n'arrivant pas à se maintenir à son poste sur une longue durée,.

#### Birmingham City

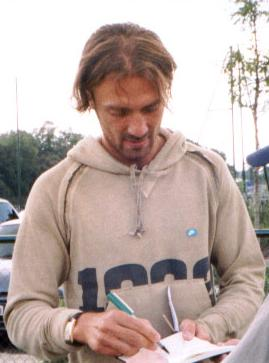
Christophe Dugarry, principale recrue de la saison 2002-2003

À l'arrivée de Steve Bruce au club, Birmingham City est au milieu du classement de deuxième division mais une série d'invincibilité qualifie l'équipe pour les play-offs. Le club bat ensuite l'ancienne équipe de Bruce Norwich City lors de la finale après une séance de penalty pour obtenir la promotion de Birmingham City en Premier League, après seize saisons d'absence au plus haut niveau du football anglais. Birmingham passe la première partie de la saison 2002-2003 à lutter dans le bas du classement de première division anglaise, mais Bruce signe l'ancien international français Christophe Dugarry, revitalisant l'équipe qui finit la saison à la treizième place, devant le club rival Aston Villa pour la première fois depuis les années 1970. Le joueur inscrit cinq buts en seize matchs joués et quitte le club pour Qatar SC.
La saison suivante commence bien pour Birmingham toujours avec Bruce au poste d'entraîneur. Le club va jusqu'à pointer à la quatrième place du classement, mais avec seulement cinq points pris lors des huit derniers matchs, l'équipe termine finalement à la dixième place à la fin de la saison. Malgré cette déception, Bruce signe un nouveau contrat en juin 2004, choisissant de rester à St Andrew's pour cinq années supplémentaires. Mais juste deux mois plus tard, Freddy Shepherd, alors président de Newcastle United, déclare faire de Bruce sa principale cible dans la recherche d'un nouvel entraîneur pour remplacer Bobby Robson. Il est rapporté que le club est prêt à payer une indemnité de plus de trois millions de livres et Bruce lui-même annonce vouloir prendre place sur le banc de l'équipe hôte de St James' Park mais il reste finalement à Birmingham. Il juge qu'il a un travail à faire à Birmingham et se dit déterminé à respecter son contrat, mais il est rapporté que Newcastle aurait dû payer une indemnité de transfert plus importante ou faire une action légale pour le persuader de changer de club. Trois saisons plus tard, le directeur de Birmingham, David Sullivan, annonce publiquement que le prix pour Bruce était supérieur à l'offre de Newcastle et que le montant de l'indemnité qui aurait dû être payée était de sept millions de livres. Les attentes sont élevées pour la saison 2004-2005, mais le club termine une nouvelle fois dans le milieu du classement, à la douzième place.

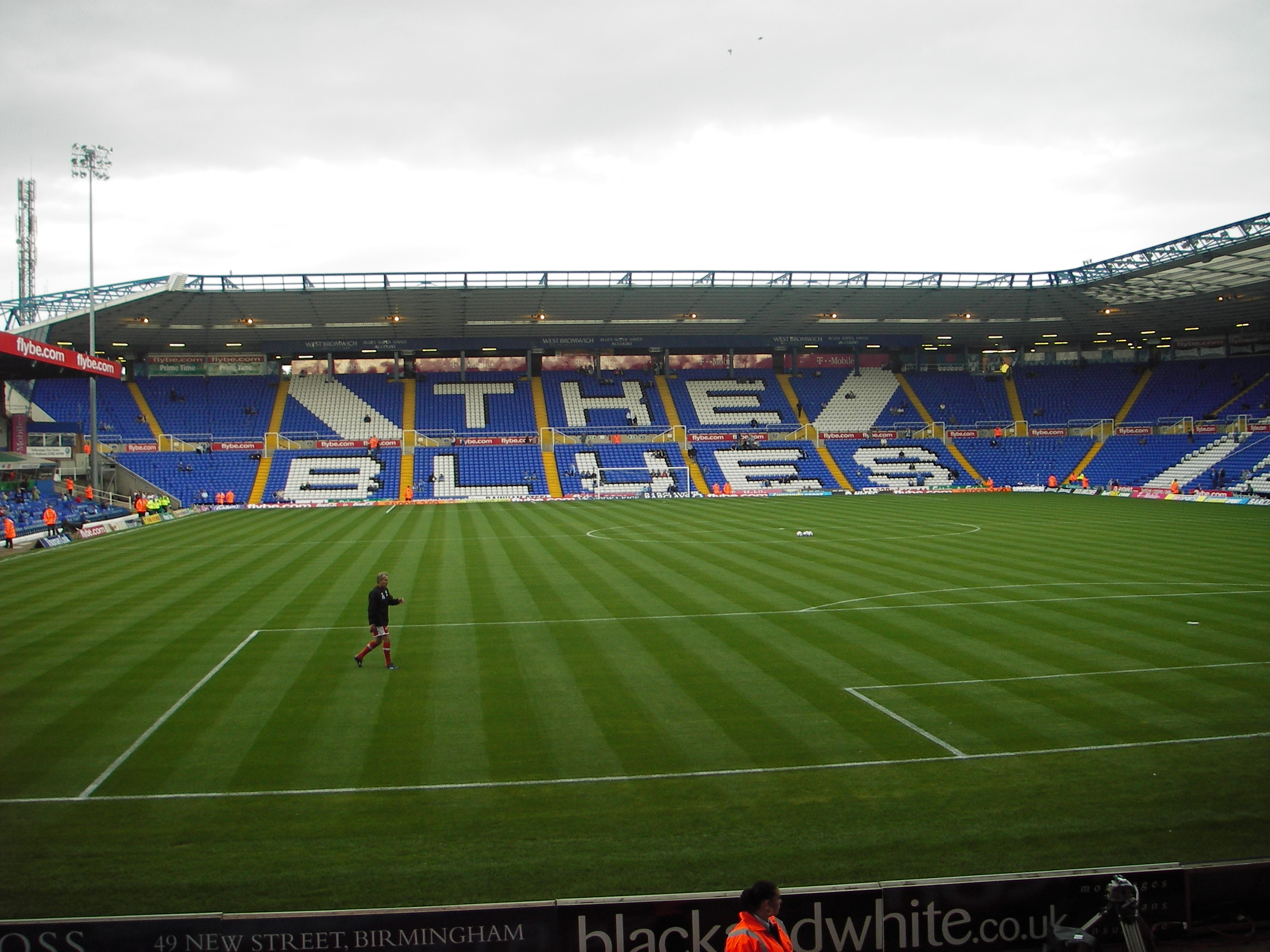
St Andrew's est le terrain à domicile de Birmingham City.

Après que Graeme Souness a été viré du poste d'entraîneur de Newcastle en février 2006, Bruce est à nouveau contacté par le club qui engage finalement Glenn Roeder. Lors de la saison 2005-2006, Birmingham est en difficulté en championnat et le 21 mars 2006, le club est battu sept buts à zéro à domicile contre le Liverpool Football Club en quart de finale de Coupe d'Angleterre. Quelques supporteurs du club commencent à demander la démission de Bruce qui insiste pour rester au poste. L'équipe entraînée par Bruce sort de la zone de relégation pour la première fois en presque six mois après une victoire sur les Bolton Wanderers au début du mois d'avril mais ils sont bientôt dépassés par Portsmouth, qui gagne le match contre Wigan Athletic le 29 avril, laissant Birmingham mathématiquement incapable de se maintenir dans l'élite. Le club est donc relégué à la fin de la saison.
Bien que Bruce ait le plus gros budget de la deuxième division disponible pour le marché des transferts, Birmingham fait un début mitigé lors de la saison 2006-2007 et, après une défaite à domicile un à zéro contre Norwich City, l'équipe reste sur une série de cinq rencontres consécutives sans victoire. Des appels pour démettre Bruce du poste d'entraîneur se font entendre des supporteurs et journalistes locaux,. Bruce accepte publiquement la responsabilité pour la mauvaise série de l'équipe et admet craindre pour son poste mais les joueurs répondent sur le terrain dès la rencontre suivante avec une victoire 1-0 contre Derby County. Ils enchaînent ensuite cinq victoires consécutives pour rejoindre les clubs en tête du championnat à la fin du mois de novembre,. Le 29 avril 2007, Birmingham assure sa promotion en Premier League en infligeant à Derby County une défaite 2-0 à Crystal Palace. Le président David Gold déclare à la presse que s'il y a eu des jours sombres, Steve Bruce a été remarquable et décidé à rebondir. Steve Bruce réussit à accomplir son objectif de remontée en Premier League pour la première fois.

#### Retour à Wigan Athletic
En mai 2007, le conseil d'administration de Birmingham City est d'accord pour reconduire le contrat avec Bruce, mais la réticence du potentiel repreneur du club, Carson Yeung, laisse son futur incertain.
En octobre 2007, les Bolton Wanderers se voient refuser la permission de discuter avec Steve Bruce pour leur poste vacant d'entraîneur.
Plus tard, Bruce et Yeung se réunissent et discutent, améliorant leur relation.
Cependant, Bruce annonce plus tard qu'il s'est fait avoir par le directeur-manager de Birmingham Karren Brady avec la signature d'un nouveau contrat. En même temps, Wigan Athletic demande la permission de discuter avec Bruce pour leur poste d'entraîneur lui aussi vacant. Karren Brady accepte que Wigan discute avec Bruce. Comme demandé dans le nouveau contrat signé par Bruce, Wigan est obligé de payer une indemnité de trois millions de livres à Birmingham pour mettre fin au contrat du joueur avec son ancien club. Le 19 novembre, Wigan annonce la signature de Bruce et son retour après un court séjour en 2001.
Le 21 novembre, durant une conférence de presse lors de laquelle il doit présenter officiellement Bruce comme le nouvel entraîneur du club, le chef de l'exécutif de Wigan, Brenda Spencer, informe les médias que l'affaire est en attente en raison de problèmes inconnus entre Bruce et Birmingham City, concernant le paiement anticipé des droits d'image du contrat signé entre les deux parties,. Deux jours plus tard, Wigan annonce que Steve Bruce a signé officiellement un contrat avec le club et qu'il est le nouvel entraîneur pour la fin de la saison. Son premier match à la tête de l'équipe de Wigan se termine sur un score nul 1-1 contre Manchester City à domicile le 1er décembre 2007. Wigan passe le reste de la saison à lutter contre la relégation, mais le club assure sa place en Premier League pour la saison suivante avec une victoire sur Aston Villa lors de l'avant-dernier match de la saison,. En septembre 2008, Bruce est à nouveau en relation avec Newcastle United pour le poste d'entraîneur après le départ de Kevin Keegan. Steve Bruce mène Wigan à la onzième place du classement lors de la saison 2008-2009, bien que le club vende le milieu de terrain Wilson Palacios, joueur clef de l'effectif, à Tottenham Hotspur lors de la fenêtre des transferts de janvier.

#### Changement pour Sunderland et bonnes performances
Le 27 mai 2009, Bruce a la permission de discuter avec Sunderland pour succéder à Ricky Sbragia, qui a démissionné après la dernière rencontre de la saison. Bruce est confirmé comme entraîneur de Sunderland le 3 juin après avoir signé un contrat d'une durée de trois ans. Il est rejoint à Sunderland par trois de ses anciens collègues de Wigan Athletic, son assistant Eric Black, l'entraîneur des gardiens Nigel Spink et l'entraîneur de l'équipe réserve Keith Bertschin. Pour sa première saison à Sunderland, Bruce améliore les résultats du club, qui se classe treizième.
Pour sa deuxième année au club, Steve Bruce réalise sa meilleure saison comme entraîneur. Le club lui donne les moyens de faire bonne figure en championnat en recrutant le Ghanéen Asamoah Gyan pour 15,6 millions d'euros. En Premier League, Sunderland fait match nul contre Liverpool, Arsenal, Manchester United et Tottenham, et remporte des victoires importantes contre Chelsea (3-0) et Manchester City. À la trêve hivernale, Sunderland pointe à la sixième place après une victoire contre Bolton. L'équipe a l'une des meilleures défenses malgré une formation en 4-4-2 offensive avec Danny Welbeck en troisième attaquant. Même si la bonne dynamique s’essouffle lors de la deuxième partie de saison, à la suite notamment du départ de Darren Bent, Sunderland reste dans la première partie du tableau et pointe à la dixième place, meilleur résultat du club depuis dix ans.
La saison suivante est plus compliquée pour Sunderland, qui doit changer en profondeur son onze type avec le départ de nombreux cadres comme Jordan Henderson, Steed Malbranque ou Asamoah Gyan. Après plusieurs mauvais résultats, qui poussent Sunderland vers la zone de relégation, le président du club, Ellis Short, décide de limoger Bruce.

#### Hull City

Compositions d'équipe de la finale de la Coupe d'Angleterre de football de 2014.

En juin 2012, Steve Bruce s'engage avec Hull City, club qui évolue en Championship, pour une durée de trois ans. Sous sa direction, le club termine deuxième du championnat derrière Cardiff City, ce qui lui permet d'accéder en Premier League. Pour le retour du club en Premier League après trois années dans la division inférieure, Bruce mène l'équipe au maintien avec une 16e place finale en championnat et 37 points.
En finale de la Coupe d'Angleterre de football de 2014, l'équipe de Steve Bruce surprend Arsenal en menant 2 à 0 grâce à des buts de James Chester et Curtis Davies dans les huit premières minutes de la partie. Le club n'a jamais été aussi prêt de remporter un trophée majeur mais encaisse deux buts de Santi Cazorla et Laurent Koscielny pour être emmené en prolongations. Aaron Ramsey inscrit le troisième but d'Arsenal dans le temps supplémentaire et Steve Bruce s'incline bien que ses joueurs l'ont rendu fier. Le parcours de l'équipe en Coupe d'Angleterre lui permet de se qualifier pour la Ligue Europa 2014-2015, la première participation en Coupe d'Europe de son histoire, où l'équipe de Bruce est éliminée par KSC Lokeren aux portes de la phase de groupe, en barrages. En mars 2015, l'entraîneur anglais signe une prolongation de contrat de 3 ans avec Hull City. Bruce et son équipe sont finalement relégués à la dernière journée du championnat en conclusion d'une saison globalement décevante dont l'entraîneur prend une part de responsabilité.
De retour en deuxième division, Bruce mène son équipe en phase finale en terminant quatrième du classement. Ils remportent le tournoi après des succès sur Derby County en demi-finale et Sheffield Wednesday en finale grâce à un but de Mohamed Diamé. En juillet 2016, alors que le club est de nouveau promu en Premier League, Steve Bruce démissionne du fait de l'inactivité du club sur le marché des transferts et l'incertitude autour d'une potentielle vente de l'équipe,,. Interrogé par la Fédération anglaise de football pour le poste d'entraîneur de l'équipe nationale, Sam Allardyce lui est finalement préféré.

#### Aston Villa
Le 12 octobre 2016, Steve Bruce devient l'entraîneur d'Aston Villa en remplacement de Roberto Di Matteo. Après deux ans à la tête du club de Birmingham, le manager est démis de ses fonctions le 3 octobre 2018.

#### Sheffield Wednesday
Le 2 janvier 2019, il est nommé entraîneur de Sheffield Wednesday. Le contrat débute cependant le 1er février suivant.

#### Newcastle United
Le 17 septembre 2019, il est nommé entraîneur de Newcastle United. Trois saisons plus tard, le 20 octobre 2021, avec un triste bilan de trois points en huit journées, Newcastle et Steve Bruce se séparent d'un commun accord après être devenu le club riche du monde.

#### West Bromwich Albion
Le 3 février 2022, il est nommé entraîneur de West Bromwich Albion pour 18 mois. Il est démis de ses fonctions en octobre 2022.

### Vie hors des terrains

#### Vie privée
Bruce est marié depuis février 1983 à Janet (née Smith),, qui vient de Hexham et est allée à la même école que lui. Le couple a deux enfants, Alex (né en 1984) et Amy (née en 1987). Alex est aussi un footballeur. Il change souvent d'équipe à ses débuts. Il joue plus longuement pour Ipswich Town et pour Hull. Depuis 2017, il joue pour Wigan Athletic. Il a précédemment joué sous la direction de son père à Birmingham City, mais il quitte le club en 2006, en partie à cause des accusations de favoritisme par son père. En 2004 selon les tabloïds anglais, Amy a une relation amoureuse avec le joueur d'Aston Villa Lee Hendrie, ce qui provoque la colère de son père, qui décrit ses rumeurs comme des « mensonges »,. En septembre 2004, Bruce est impliqué dans une altercation devant sa maison avec deux hommes qui essaient alors de voler la voiture de sa fille. Il finit la bagarre avec les deux hommes avec des blessures au visage, l'empêchant d'être présent pour le match de Premier League ayant lieu le même jour. Après cet incident, un journal essaie de mettre en relation cela avec les rumeurs concernant Hendrie et sa fille, menant Bruce à engager une action légale.

#### Autres activités
En plus de son autobiographie, Heading for Victory, Bruce a publié trois nouvelles : « Sweeper! », « Defender! » et « Striker! », racontant les exploits du fictif entraîneur de football Steve Barnes. L'intrigue de « Sweeper! » est décrite comme « étonnamment incisive et au rythme soutenu bien qu'elle soit essentiellement absurde ».

## Style de jeu

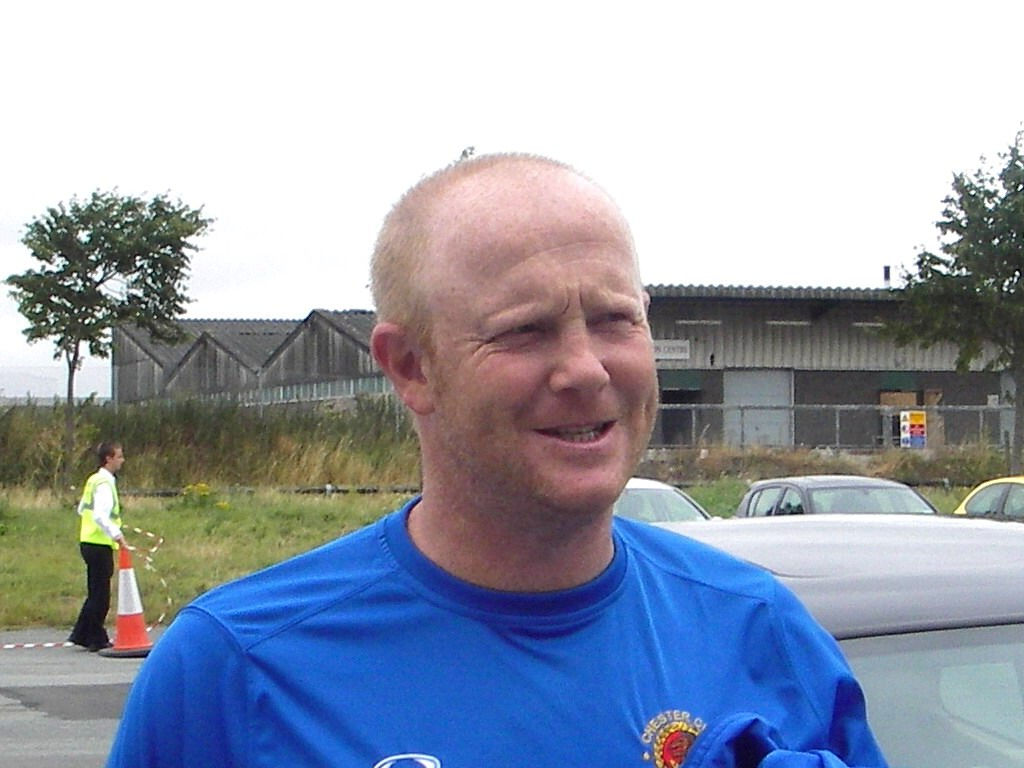
Mark Wright

Durant la première partie de sa carrière, le style de jeu enthousiaste de Steve Bruce lui cause des problèmes de discipline. Il se développe et devient un défenseur complet, caractérisé comme un honnête joueur bien que ses capacités naturelles soient limitées. Dans ses matchs, il est particulièrement célèbre pour son calme et sa capacité à délivrer une bonne passe, son aptitude à se contrôler sous la pression. À l'époque, le joueur du Liverpool Football Club Mark Wright dit être le seul autre défenseur central à avoir un niveau de compétences similaires dans ces secteurs.
Bruce est aussi connu pour son nombre de buts élevé pour un défenseur central, résultant d'une combinaison d'une grande force de frappe de la tête et son efficacité dans le tir de penalty. Bien qu'il manque d'équilibre et de grâce ou qu'il soit souvent critiqué pour son manque d'allure,, son courage et sa capacité à mettre des coups aux joueurs adverses font qu'il devient le cœur de la défense durant son époque à Manchester United. Il est aussi populaire pour continuer à jouer même s'il est blessé,. Son esprit indomptable et ses compétences pour se motiver et motiver ses coéquipiers sont d'importants avantages à Manchester United. Alex Ferguson dit de lui qu'il a de la détermination et du cœur.

## Palmarès et records
En tant que joueur, Steve Bruce remporte une Coupe de la Ligue en 1985 avec Norwich City. Avec ce même club, il termine champion d'Angleterre de First Division en 1986. Il quitte alors Norwich City pour le Manchester United d'Alex Ferguson avec lequel il participe au renouveau mancunien, avec en point d'orgue les sacres en Coupe des Vainqueurs de Coupe et en Supercoupe d'Europe en 1991. Sur le territoire national anglais, Steve Bruce participe aux succès de Manchester United dans le Championnat d'Angleterre en 1993, en 1994 et en 1996. Il remporte également deux Coupes d'Angleterre en 1990 et en 1994, réalisant le doublé championnat-Coupe en 1994. Il devient ainsi le premier capitaine anglais du XXe siècle à réaliser ce doublé en Angleterre. Steve Bruce gagne également la Coupe de la Ligue en 1992 avec les Red Devils. En 2003, il est nommé dans l'équipe anglaise de la décennie de Premier League aux côtés de Tony Adams.
En tant qu'entraîneur, le palmarès de Steve Bruce est maigre. Échouant plusieurs fois de peu à l'ascension en première division anglaise, il devient Championship en 2007 avec Birmingham City. Il reçoit par ailleurs le titre de meilleur entraîneur du mois en Championship en décembre 2012 ainsi qu'en janvier 2018.

## Statistiques

### Joueur
| Saison                | Club                  | Championnat           | Championnat | Championnat | Coupe nationale | Coupe nationale | Coupe de la Ligue | Coupe de la Ligue | Supercoupe | Supercoupe | Compétition(s) continentale(s) | Compétition(s) continentale(s) | Compétition(s) continentale(s) | Autres | Autres | Total | Total |
| Saison                | Club                  | Division              | M.          | B.          | M.              | B.              | M.                | B.                | M.         | B.         | Comp.                          | M.                             | B.                             | M.     | B.     | M.    | B.    |
| 1979-1980             | Gillingham FC         | Third Division        | 40          | 6           | 0               | 0               | 4                 | 2                 | -          | -          | -                              | -                              | -                              | 0      | 0      | 44    | 8     |
| 1980-1981             | Gillingham FC         | Third Division        | 41          | 4           | 1               | 0               | 4                 | 3                 | -          | -          | -                              | -                              | -                              | 0      | 0      | 46    | 7     |
| 1981-1982             | Gillingham FC         | Third Division        | 45          | 6           | 5               | 1               | 2                 | 0                 | -          | -          | -                              | -                              | -                              | 3      | 1      | 55    | 8     |
| 1982-1983             | Gillingham FC         | Third Division        | 39          | 7           | 2               | 0               | 5                 | 1                 | -          | -          | -                              | -                              | -                              | -      | -      | 46    | 8     |
| 1983-1984             | Gillingham FC         | Third Division        | 40          | 6           | 6               | 1               | 0                 | 0                 | -          | -          | -                              | -                              | -                              | -      | -      | 46    | 7     |
| Sous-total            | Sous-total            | Sous-total            | 205         | 29          | 14              | 2               | 15                | 6                 | -          | -          | -                              | -                              | -                              | 3      | 1      | 237   | 38    |
| 1984-1985             | Norwich City          | Second Division       | 39          | 1           | 5               | 1               | 9                 | 3                 | -          | -          | -                              | -                              | -                              | -      | -      | 53    | 5     |
| 1985-1986             | Norwich City          | Second Division       | 42          | 8           | 1               | 0               | 4                 | 2                 | -          | -          | -                              | -                              | -                              | 6      | 0      | 53    | 10    |
| 1986-1987             | Norwich City          | First Division        | 41          | 3           | 3               | 0               | 4                 | 0                 | -          | -          | -                              | -                              | -                              | 4      | 0      | 52    | 3     |
| 1987                  | Norwich City          | First Division        | 19          | 2           | 0               | 0               | 3                 | 1                 | -          | -          | -                              | -                              | -                              | -      | -      | 22    | 3     |
| Sous-total            | Sous-total            | Sous-total            | 141         | 14          | 9               | 1               | 20                | 6                 | -          | -          | -                              | -                              | -                              | 10     | 0      | 180   | 21    |
| 1987-1988             | Manchester United     | First Division        | 21          | 2           | 3               | 0               | 0                 | 0                 | -          | -          | -                              | -                              | -                              | -      | -      | 24    | 2     |
| 1988-1989             | Manchester United     | First Division        | 38          | 2           | 7               | 1               | 3                 | 1                 | -          | -          | -                              | -                              | -                              | -      | -      | 48    | 4     |
| 1989-1990             | Manchester United     | First Division        | 34          | 3           | 7               | 0               | 2                 | 0                 | -          | -          | -                              | -                              | -                              | -      | -      | 43    | 3     |
| 1990-1991             | Manchester United     | First Division        | 31          | 13          | 3               | 0               | 7                 | 2                 | 1          | 0          | C2                             | 8                              | 4                              | -      | -      | 50    | 19    |
| 1991-1992             | Manchester United     | First Division        | 37          | 5           | 1               | 0               | 7                 | 1                 | -          | -          | SC+C2                          | 1+4                            | 0                              | -      | -      | 50    | 6     |
| 1992-1993             | Manchester United     | Premier League        | 42          | 5           | 3               | 0               | 3                 | 0                 | -          | -          | C3                             | 2                              | 0                              | -      | -      | 50    | 5     |
| 1993-1994             | Manchester United     | Premier League        | 41          | 3           | 7               | 0               | 9                 | 2                 | 1          | 0          | C1                             | 4                              | 2                              | -      | -      | 62    | 7     |
| 1994-1995             | Manchester United     | Premier League        | 35          | 2           | 5               | 2               | 1                 | 0                 | 1          | 0          | C1                             | 6                              | 0                              | -      | -      | 48    | 4     |
| 1995-1996             | Manchester United     | Premier League        | 30          | 1           | 5               | 0               | 2                 | 0                 | -          | -          | C3                             | 2                              | 0                              | -      | -      | 39    | 1     |
| Sous-total            | Sous-total            | Sous-total            | 309         | 36          | 41              | 3               | 34                | 6                 | 3          | 0          | -                              | 27                             | 6                              | -      | -      | 414   | 51    |
| 1996-1997             | Birmingham City       | First Division        | 32          | 0           | 3               | 1               | 4                 | 0                 | -          | -          | -                              | -                              | -                              | -      | -      | 39    | 1     |
| 1997-1998             | Birmingham City       | First Division        | 40          | 2           | 3               | 0               | 2                 | 0                 | -          | -          | -                              | -                              | -                              | -      | -      | 45    | 2     |
| Sous-total            | Sous-total            | Sous-total            | 72          | 2           | 6               | 1               | 6                 | 0                 | -          | -          | -                              | -                              | -                              | -      | -      | 84    | 3     |
| 1998-1999             | Sheffield United      | First Division        | 10          | 0           | 0               | 0               | 1                 | 0                 | -          | -          | -                              | -                              | -                              | -      | -      | 11    | 0     |
| Sous-total            | Sous-total            | Sous-total            | 10          | 0           | 0               | 0               | 1                 | 0                 | -          | -          | -                              | -                              | -                              | -      | -      | 11    | 0     |
| Total sur la carrière | Total sur la carrière | Total sur la carrière | 737         | 81          | 70              | 7               | 76                | 18                | 3          | 0          | -                              | 27                             | 6                              | 13     | 1      | 926   | 113   |

### Entraîneur
| Sheffield United    | 2 juillet 1998   | 17 mai 1999      | 55   | 22  | 15  | 18  | 40,0 |
| Huddersfield Town   | 24 mai 1999      | 16 octobre 2000  | 66   | 25  | 16  | 25  | 37,9 |
| Wigan Athletic      | 4 avril 2001     | 29 mai 2001      | 8    | 3   | 2   | 3   | 37,5 |
| Crystal Palace      | 31 mai 2001      | 2 novembre 2001  | 18   | 11  | 2   | 5   | 61,1 |
| Birmingham City     | 12 décembre 2001 | 19 novembre 2007 | 270  | 100 | 70  | 100 | 37,0 |
| Wigan Athletic      | 26 novembre 2007 | 3 juin 2009      | 68   | 23  | 17  | 28  | 33,8 |
| Sunderland AFC      | 3 juin 2009      | 30 novembre 2011 | 98   | 29  | 28  | 41  | 29,6 |
| Hull City           | 20 juin 2012     | 22 juillet 2016  | 201  | 82  | 44  | 75  | 40,8 |
| Aston Villa         | 12 octobre 2016  | 3 octobre 2018   | 102  | 46  | 25  | 31  | 45,1 |
| Sheffield Wednesday | 1er février 2019 | 16 juillet 2019  | 18   | 7   | 8   | 3   | 38,9 |
| Newcastle United    | 17 juillet 2019  | 20 octobre 2021  | 97   | 29  | 25  | 43  | 29,9 |
| Total               | Total            | Total            | 1001 | 377 | 252 | 372 | 38,5 |